# Gonocephalus bornensis
Espèce
Synonymes
- Lophyrus bornensis Schlegel, 1848
- Tiaris miotympanum Günther, 1872
- Gonocephalus denzeri Manthey, 1991

Gonocephalus bornensis est une espèce de sauriens de la famille des Agamidae.

## Répartition
Cette espèce se rencontre dans le sud de la Thaïlande, en Malaisie orientale et au Kalimantan en Indonésie.

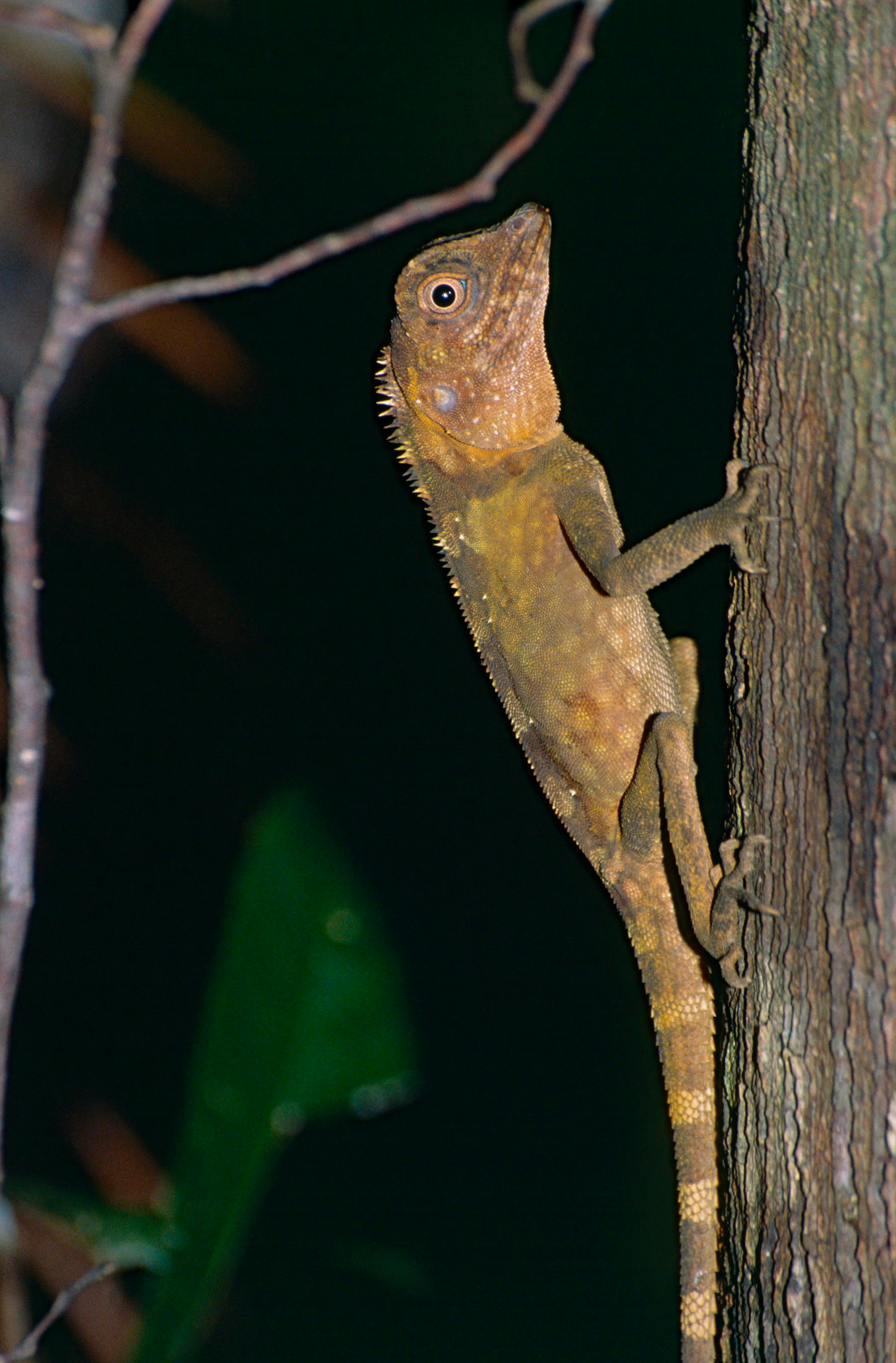

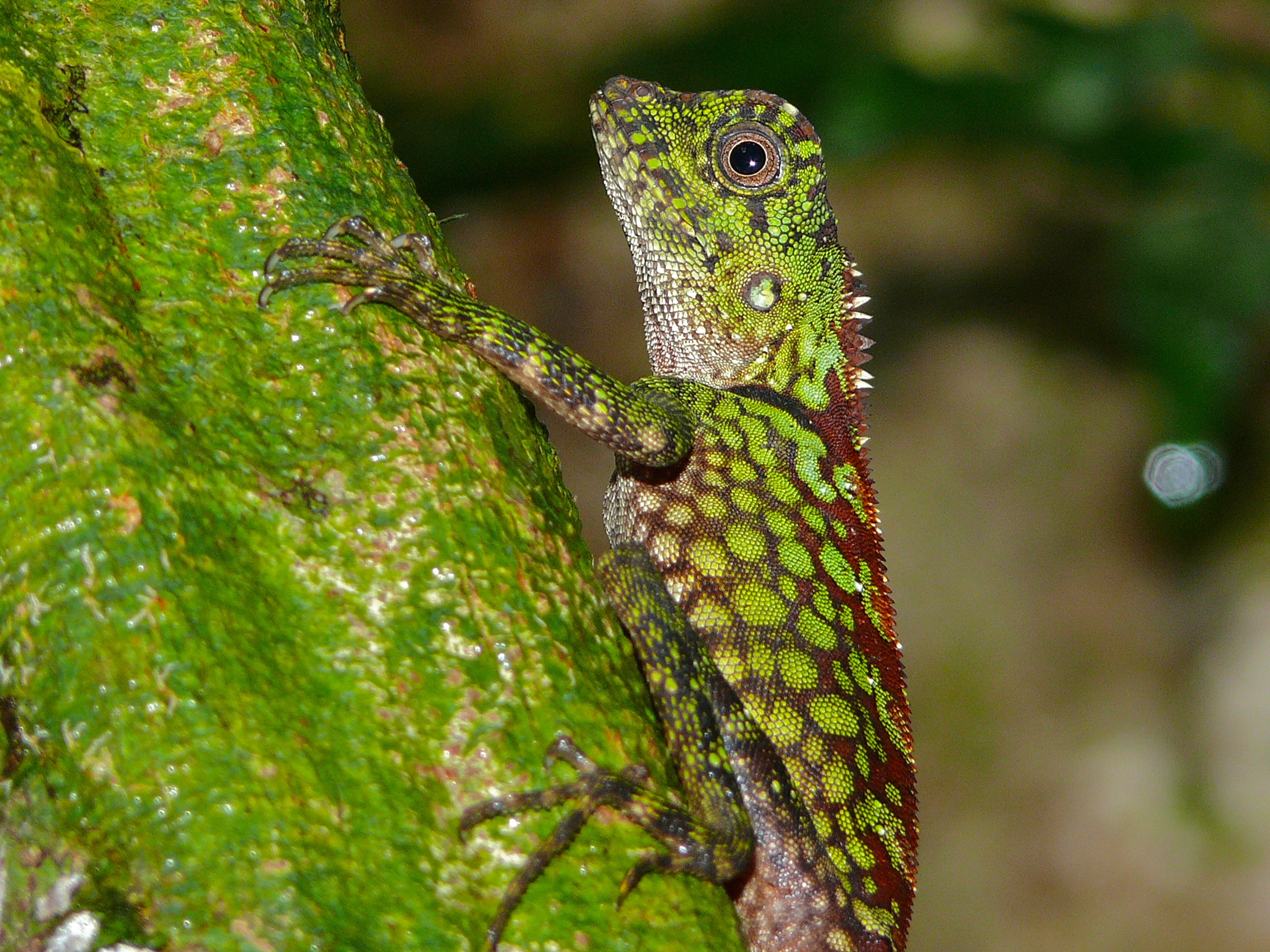

## Étymologie
Son nom d'espèce, composé de borne[o] et du suffixe latin -ensis, « qui vit dans, qui habite », lui a été donné en référence au lieu de sa découverte, Bornéo.

## Publication originale
- Schlegel, 1848 : Descriptions de plusieurs espèces nouvelles du genre Lophyrus. Bijdragen tot de dierkunde Uitgegeven door het genootschap natura artis magistra te Amsterdam, vol. 1, p. 4-6.